# Celatiscincus similis
Celatiscincus similis — вид сцинкоподібних ящірок родини сцинкових (Scincidae). Ендемік Нової Каледонії.

## Поширення і екологія
Celatiscincus similis відомі з п'яти місцевостей, розташованих в Північній провінції Нової Каледонії, з яких три розташовані в комуні Енген на північному-східному узбережжі острова, зокрема в долині річки Уаєм, а дві — в комуні Во  на північному-західному узбережжі острова, зокрема на горі Таом. Вони живуть у вологих рівнинних тропічних лісах, на горі Таом також в гірських тропічних лісах та у високогірних заростях макі, на висоті до 1000 м над рівнем моря. Ведуть денний, наземний спосіб життя, віддають перевагу сонячним місцевостям. Відкладають яйця, в кладці 2 яйця.

## Збереження
МСОП класифікує цей вид як такий, що перебуває під загрозою зникнення. Celatiscincus similis загрожує знищення природного середовища та хижацтво з боку інтродукованих щурів, кішок і мурах Wasmannia auropunctata.